# Sebastián Terán
Sebastián Terán (* 20. März 1992) ist ein ecuadorianischer Badmintonspieler.

## Karriere
Sebastián Terán nahm 2010 an den Südamerikaspielen (Herrendoppel und Mixed) und 2011 an den Panamerikaspielen teil (Herreneinzel und Mixed). Seine beste Platzierung bei diesen Veranstaltungen war Rang drei bei den Südamerikaspielen im Herrendoppel mit Santiago Zambrano.